# 佛教中華康山學校

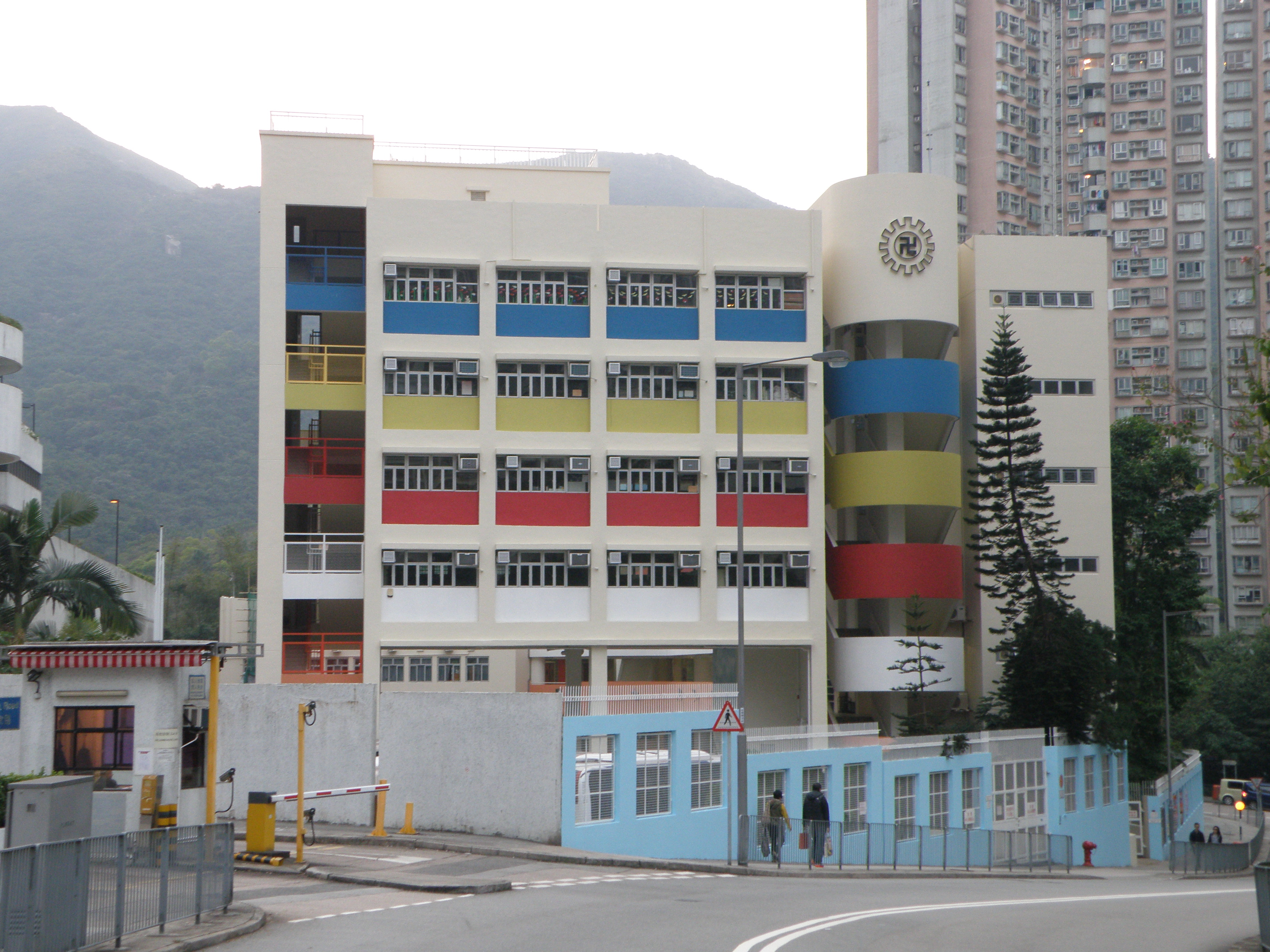
佛教中華康山學校東面

佛教中華康山學校（英語：Buddhist Chung Wah Kornhill Primary School，簡稱：BCWKPS）是一所政府資助男女小學，位於香港康山康愉街2號，於1986年創校。
佛教中華康山學校引入香港大專院校資優培訓計劃，為每個小一學生建立個人資優歷程檔案(學術及非學術)；三英語老師制，外籍老師、英語老師及教學助理共同於課堂協作教授英文；參加教育局PLPRW英語閱讀及識字教學計劃，按學生能力進行英語學習；參加教育局小班教學先導計劃；設導修課由老師輔導同學解決學習困難；午膳後設多元智能活動；課後設多元資優活動；星期六設多元興趣小組；校內設有數學科玩具圖書館等。
在學習提升及支援方面，免費為學生提供不同的學習提升及支援計劃；奧數班、劍橋英語考試預備班、普通話大使、視藝拔尖班、體育拔尖訓練班、資訊科技拔尖班、音樂拔尖班、閃避球、柔力球、英語欖球、陶笛、合唱、新到港學童英語輔導班、課後功課輔導班、陽光孩子計劃等。

## 歷史

### 創辦及背景
1945年，香港佛教聯合會鑑於社會需要，把灣仔道117號的物業創辦了中華佛教義學（即佛教中華康山學校前身），並免費給予小學學生就讀，成為香港佛教聯合會開辦的第一所學校。到了1968年，灣仔道的校址，被政府收回作商業發展之用途，於是在瀑布灣華富邨興建新校舍，改名為佛教中華學校，並於1970年落成啟用。直至1986年，因此區內的學童減少，與及政府擬用該地改辦語文學院（及後改為供東華三院徐展堂學校使用），經教育署與香港佛教聯合會協商，決定把康山的一塊地撥給此校作交換。
2017年12月，九龍巴士有限公司捐出一部已退役的丹尼士三叉戟三型巴士予佛教中華康山學校，該巴士被改裝成學生多元活動中心。

## 校政管理

### 歷任校監
- 釋覺光 法師[2]
- 陳靜濤 居士[3]
- 釋永惺 法師[4]

### 歷任校長
1986年之前
- 陳靜濤 居士[5]
- 朱巧玉 居士[3]

由1986年起
- 鄧材殷 居士(1986至1990年度為上午校校長，1986至1987年度為下午校校長）
- 何國聯 居士(1987至1991年度為下午校校長，1991至2000年度為上午校校長）[4]
- 黃錦燦 居士（1990至1991年度為上午校校長，1991至2000年度為下午校校長，2000至2004年度為上午校校長）[6]
- 李長馨 居士（2000至2004年度為下午校校長，2004至2006年度為上午校校長，2006至2007年度為上午校及全日制校長）
- 許淑慧 居士（2004至2007年度為下午校校長）
- 丘芍雯 居士（2007至2008年度）
- 陳麗珠 居士（2008至2014年度）
- 吳永雄 居士（2014年度2018年度，原為佛教林金殿紀念小學副校長，後調回原校出任校長[7]）
- 馬中駿 居士（2018年度至今）

## 校訓
明智（明平等智）
明白一切眾生的佛性是一樣的，等無差別的，只要去除我見及執著自能啟發智慧，明白事理。
顯悲（顯同體悲）
見別人有所匱乏或備受痛苦，都感同身受，因而興起要為人拔除困苦之心，常恒不捨。

## 班級架構
該校在2007年開始轉為全日制小學。
21-22年度獲批開辦四班小一。
21-22年度班級架構：
一年級：4班
二年級：4班
三年級：4班
四年級：5班
五年級：5班
六年級：5班

## 著名/傑出校友
- 林家熙：試當真成員
- 張俊浩（阿一）（2004年小六）：香港電台第二台唱片騎師[8]

## 外部連結
- 佛教中華康山學校 （页面存档备份，存于）
- 香港佛教聯合會（页面存档备份，存于）